# Sansevieria gracillima
Sansevieria gracillima là một loài thực vật có hoa trong họ Măng tây. Loài này được Chahin. mô tả khoa học đầu tiên năm 2005.